# Georissa rufula
Georissa rufula é uma espécie de gastrópode  da família Hydrocenidae.
É endémica de Micronésia.